# National Rail
 (janvier 2013).
Si vous disposez d'ouvrages ou d'articles de référence ou si vous connaissez des sites web de qualité traitant du thème abordé ici, merci de compléter l'article en donnant les références utiles à sa vérifiabilité et en les liant à la section « Notes et références ».

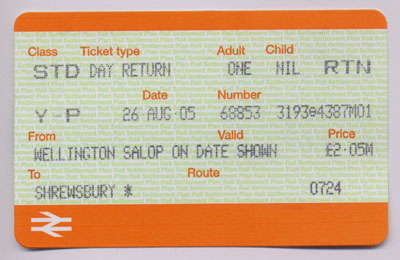
Billet de train britannique

National Rail est, au Royaume-Uni, la marque désignant les services ferroviaires voyageurs qui étaient assurés, avant la privatisation du système ferroviaire britannique, par le réseau national de British Rail, société publique supprimée en 1994.
Cette marque permet de distinguer ces services des autres services voyageurs qui n'étaient pas liés à l'entreprise nationale. Cette distinction est importante parce que les services « National Rail » ont une structure de billetterie commune et proposent aux voyageurs des billets interchangeables, ce qui n'est pas nécessairement le cas des autres services. En somme, National Rail maintient à l'égard des usagers et clients un minimum d'unité commerciale au réseau éclaté lors de la privatisation.

## Sociétés exploitantes
Les trains de voyageurs du réseau National Rail sont assurés par l'une des 25 concessions suivantes attribuées à diverses sociétés privées (dépendant en fait de quelques grands groupes, notamment Arriva, First Group, Go-Ahead, National Express Group et Stagecoach) :
- Arriva Rail London
- Avanti West Coast
- c2c
- Caledonian Sleeper
- Chiltern Railways
- CrossCountry
- East Midlands Trains
- Govia Thameslink Railway
- Grand Central Railway
- Greater Anglia
- Great Western Railway
- Heathrow Express
- Hull Trains
- London North Eastern Railway
- Lumo
- Merseyrail
- MTR Crossrail
- Northern Ireland Railways
- Northern
- ScotRail
- Southeastern
- South Western Railway
- TransPennine Express
- Transport for Wales Rail
- West Midlands Trains

Ces entreprises d'exploitation du réseau ferroviaire (en anglais TOC - Train operating companies) sont regroupées au sein d'une association, Rail Delivery Group, qui continue notamment de fournir quelque coordination centralisée, par exemple un horaire national et la planification d'itinéraires. National Rail a conservé le logo à double flèche de British Rail.
Tous les services National Rail utilisent les infrastructures gérées par Network Rail (l'entreprise qui a remplacé Railtrack en liquidation).

## Autres services ferroviaires de voyageurs au Royaume-Uni
Les services de British Rail n'ont jamais été présents en Irlande du Nord, dont l'exploitant local, Northern Ireland Railways (ou NIR), ne fait pas partie de National Rail.
Plusieurs villes ont leur propre réseau de transport, métro ou tram indépendants du réseau national, comme à Londres le métro de Londres et les lignes du Docklands Light Railway et Tramlink, le métro de Glasgow, le métro Tyne and Wear de la région de Newcastle, le tramway de Manchester (Metrolink), le Supertram de Sheffield, le métro de Birmingham et le service Express Transit de Nottingham.
Les services récemment entrés en fonction Heathrow Express, géré par l'aéroport de Heathrow, et Eurostar, géré conjointement avec les entreprises nationales française (SNCF) et belge (SNCB), ne font pas partie du réseau de National Rail.
Enfin, il existe aussi un nombre important de lignes de chemin de fer privées ou historiques (voir la liste des chemins de fer privés et historiques du Royaume-Uni) qui ne font pas non plus partie du réseau de National Rail.